# Walenty Romanowicz
Walenty Romanowicz (ur. 7 października 1911 w Koreliczach, zm. w grudniu 1945 w Wilnie) – polski malarz, rzeźbiarz i grafik, z wykształcenia lekarz.
W 1924 rozpoczął naukę w państwowym gimnazjum im. Adama Mickiewicza w Nowogródku, po jego ukończeniu w 1930 studiował na Wydziale Sztuk Pięknych Uniwersytetu im. Stefana Batorego w Wilnie. Cztery lata później uzyskał absolutorium i złożył egzamin, dzięki któremu otrzymał uprawnienia do pracy nauczyciela rysunku w szkołach ponadgimnazjalnych. Równocześnie rozpoczął studia na Wydziale Lekarskim macierzystej uczelni, studiując na III roku w październiku 1936 podjął pracę demonstratora w prowadzonym przez Michała Reichera i Witolda Sylwanowicza Zakładzie Anatomii Opisowej. W późniejszym czasie został asystentem i uczestniczył w ćwiczeniach prosektoryjnych ze studentami. Po wybuchu II wojny światowej znalazł zatrudnienie na Uniwersytecie Stefana Batorego, od 1 października 1939 do zamknięcia uczelni 15 grudnia wykładał anatomię artystyczną na Wydziale Sztuk Pięknych. 
Studiując medycynę nie zaprzestał twórczości plastycznej, tworzył drzeworyty i miedzioryty oraz malował pejzaże stosując technikę olejną, przez pewien czas stosował również akwatintę. Od 1935 do 1940 uczestniczył w odbywających się pod kierunkiem Jana Borowskiego i Jerzego Hoppena pracach archeologiczno-konserwatorskich przy ruinach zamku w Trokach. W 1936 Walenty Romanowicz uczestniczył odbywającej się w Warszawie II Międzynarodowej Wystawie Drzeworytów, gdzie wystawił dwie prace. Rok później był współzałożycielem Grupy wileńskiej, z którą wystawiał do 1939 swoje malarstwo. W 1940 brał udział w pracach archeologicznych i konserwatorskich przy zamku w Kownie. Oprócz prac konserwatorskich tworzył szkice i rysunki architektury i jej otoczenia. Na podstawie materiałów zgromadzonych w Trokach począwszy od 1941 stworzył tzw. „cykl trocki”, początkowo miał obejmować sześć plansz graficznych, a ostatecznie artysta stworzył zbiór trzydziestu dwóch rycin, prace nad nimi ukończył w 1944. Artysta zginął tragicznie w grudniu 1945 w Wilnie. 
Zbiór prac Walentego Romanowicza znajduje się w Bibliotece Uniwersytetu Mikołaja Kopernika w Toruniu, został tam przekazany przez wdowę po artyście, malarkę Aldonę Romanowicz. 